# 박하차
박하차(薄荷茶)는 박하나 페퍼민트 등 박하속 식물의 잎을 우려 만든 차이다. 한국의 전통차인 박하차는 박하 잎을 우려 만들었으며, 서양에서는 페퍼민트 잎을 우려 만든 페퍼민트차(peppermint茶)나 스피어민트 잎을 우려 만든 스피어민트차(spearmint茶)"를 즐겨 마셨다.

## 사진 갤러리

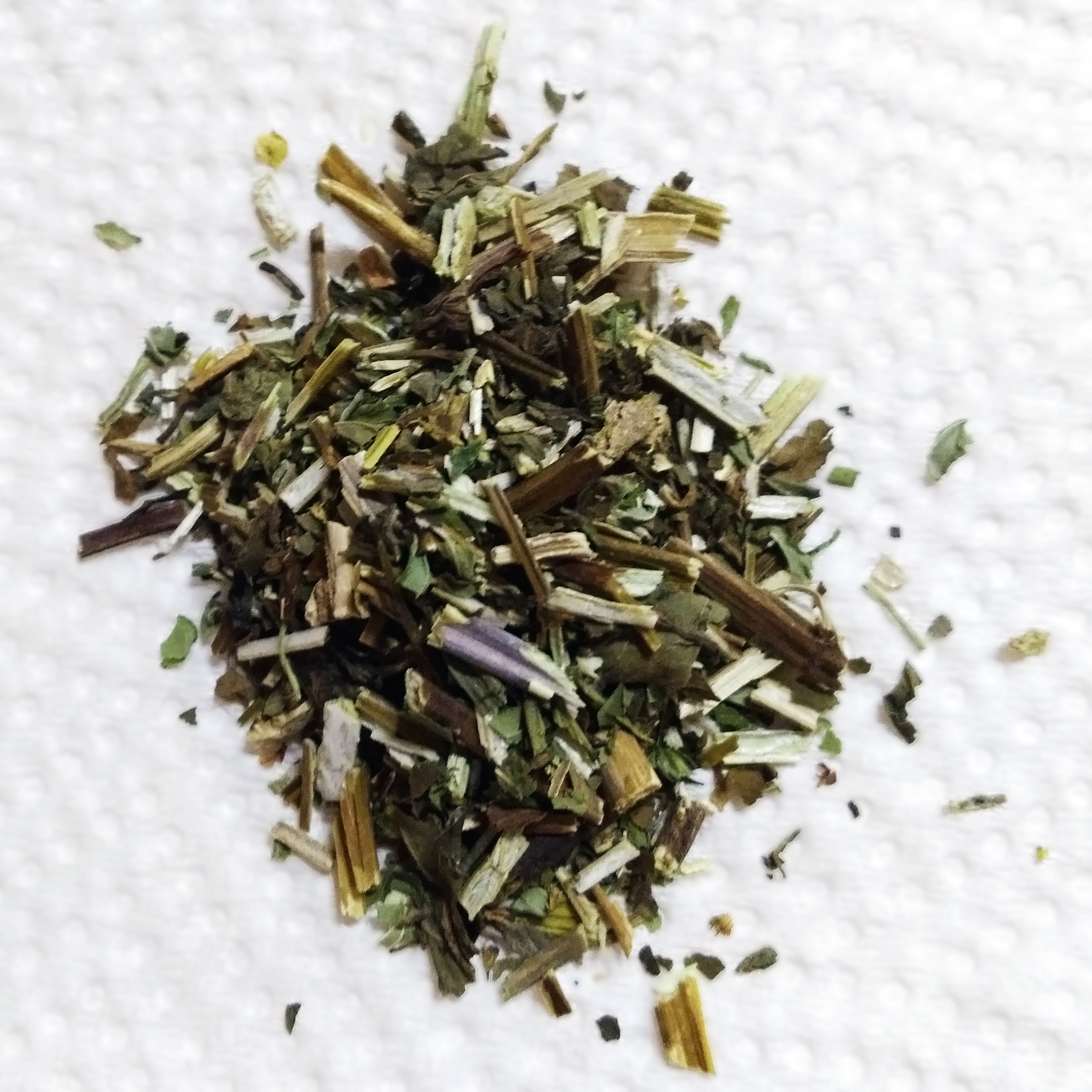
마른 박하 잎
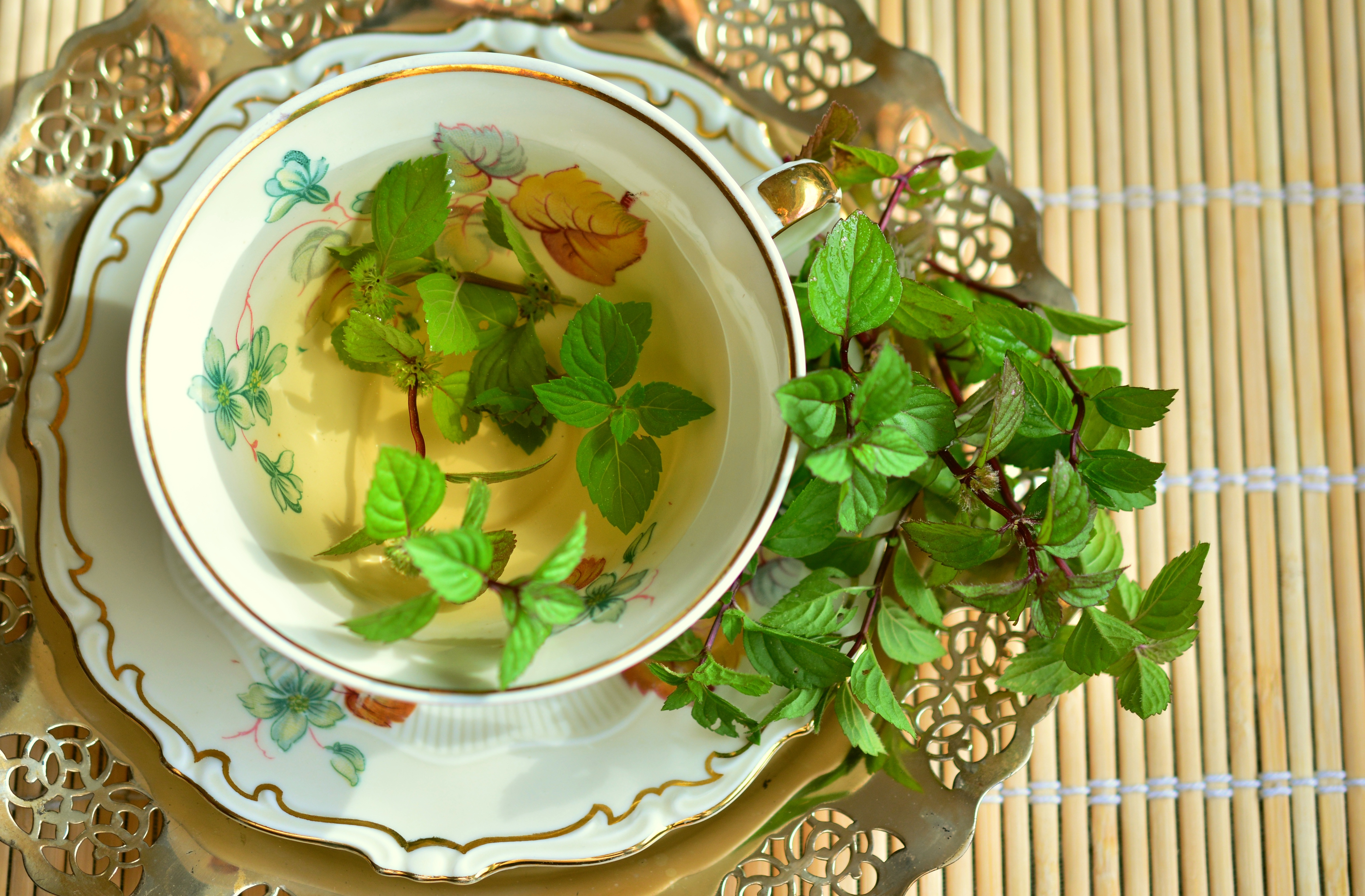
페퍼민트차

## 같이 보기
- 아타이(민트녹차)